# Svante Pääbo
Svante Erik Pääbo, född 20 april 1955 i Oscars församling i Stockholm, är en svensk genetiker och nobelpristagare specialiserad på evolutionär genetik. Han är sedan 1997 direktor för avdelningen för evolutionär genetik vid Max Planck-institutet för evolutionär antropologi i Leipzig. Från 2003 till 2015 var han gästprofessor vid Uppsala universitet. Han tilldelades Nobelpriset i fysiologi eller medicin år 2022 för sina "upptäckter rörande utdöda homininers arvsmassa och människans evolution".

## Biografi
Svante Pääbo är son till nobelpristagaren i fysiologi eller medicin Sune Bergström och den estniska kemisten Karin Pääbo, som kom till Sverige under andra världskriget som flykting. Bergström var gift med en annan kvinna och höll i hemlighet en regelbunden kontakt med sonen Svante. Pääbo växte upp i Bagarmossen i södra Stockholm, där han bodde med sin mor.
Pääbo är sedan 2008 gift med den ursprungligen amerikanska genetikforskaren Linda Vigilant, som också är verksam vid Max Planck-institutet för evolutionär antropologi i Leipzig. Makarna har två barn.
Den 14 augusti 2014 var han värd för Sommar i P1 på Sveriges Radio och 2015 var han med i Sommarpratarna i SVT2. Pääbo är bisexuell och i sitt sommarprat berättade han om sina erfarenheter av gayrörelsen på 1970-talet.

## Utbildning
Svante Pääbo gick på humanistiska programmet på Södra Latins gymnasium i Stockholm. Han började studera vid humanistiska fakulteten vid Uppsala universitet 1975 och studerade historia, egyptologi och ryska. Han  genomförde värnplikt vid Försvarets tolkskola 1975–1976 och började 1977 studera medicin i Uppsala och 1981 påbörjade han doktorandstudier på virus vid institutionen för cellforskning i Uppsala.

## Vetenskaplig karriär
Vid sidan om doktorandstudierna arbetade Pääbo med att isolera DNA från en 2 400 år gammal mumie, vilket 1985 resulterade i en artikel i tidskriften Nature  som även hamnade på tidskriftens framsida.
Han disputerade på adenovirus vid Uppsala universitet 1986. Åren 1986–1987 var han postdok vid universitetet i Zürich. Sedan anslöt han sig till biokemisten Allan Wilson, vars forskningsintresse var att utvinna gammalt DNA, för en andra postdok-period vid University of California, Berkeley. Där arbetade han i Wilsons grupp med att utarbeta teknik för analys av uråldrigt DNA med hjälp av den då ultramoderna tekniken PCR, främst på utdöda djurarter såsom nyzeeländska moafåglar. PCR-tekniken möjliggjorde upprepade experiment med flera typer av negativa kontroller, vilket gjorde det tydligt att det var praktiskt taget omöjligt att arbeta med urgamla DNA-prover från människa. Dessa har nämligen nästan alltid kontaminerats av färskt DNA, från människor som hanterat benbiten eller mumien. Pääbo drog också slutsatsen att de sekvenser av mumie-DNA som han själv publicerat i Nature troligen var kontaminerat på detta sätt och publicerade även en artikel om det.
År 1990 återvände Pääbo till Sverige och var en kort tid docent vid Uppsala universitet för att sedan raskt bli professor i München. Åren 1990–1998 var han professor i allmän biologi vid Ludwig-Maximilians-universitetet München. År 1997 fick han tillsammans med tre andra forskare i uppdrag att bygga upp verksamheten vid det nystartade Max Planck-institutet för evolutionär antropologi i Leipzig och är sedan dess direktor för institutets avdelning för evolutionär genetik. Sedan 1999 är han honorärprofessor i genetik och evolutionär biologi vid universitetet i Leipzig och sedan 2003 har han också varit verksam som gästprofessor vid Uppsala universitet.
Pääbo har skrivit många vetenskapliga artiklar och i augusti 2002 publicerade hans avdelning sina rön om "språkgenen", FOXP2, som saknas eller är skadad hos vissa individer med språkliga handikapp.
Pääbo är känd som en av grundarna av paleogenomiken, en disciplin baserad på paleogenetik som använder genetiska metoder för att studera tidiga homo och andra forntida populationer. År 2005 kom hans arbete att klassificera schimpansens arvsmassa på första plats i tidskriften Science årliga tio-i-toppgradering av forskningsresultat i världen. Efter att tidigare ha konstaterat att mitokondrie-DNA från neandertalmänniskan inte indikerade att den moderna människan härstammar från dessa, har han under 2006 följt en plan att rekonstruera neandertalarnas genom i dess helhet. Tekniken är en variant av pyrosekvensering kallad 454-sekvensering, och har utvecklats av Pål Nyrén på Kungliga Tekniska högskolan i Stockholm. Analysen av 38 000 år gammalt DNA lyckades så väl att hans grupp även 2006 placerade sig på Science tio-i-topplista, denna gång på andraplatsen.
År 2010 hade han och hans forskargrupp kartlagt två tredjedelar av genomet hos Neanderthalmänniskan och även lokaliserat i genomsnitt 2–3 procent av generna från denna i alla nutida individer i Europa och Asien, men däremot inte i dagens afrikanska population. Därtill har en ny människotyp kunnat spåras i mitokondriellt DNA från ett lillfinger hittat i en grotta i Altaibergen i ryska Centralasien nära gränserna till Mongoliet och Kina. Denna typ av människa har fått namnet Denisovamänniskan. Initialt hade Pääbo tänkt att klassificera Denisovamänniskan som en art, men han ändrade sig i sista stund. Om dessa upptäckter har han skrivit en bok, Neandertalmänniskan – på jakt efter försvunna gener, som utgavs 2014.

## Utmärkelser och hedersuppdrag

### Svenska utmärkelser
- Kommendör med stora korset av Nordstjärneorden (KmstkNO), 21 mars 2024.[20]
- Mottagare av H.M. Konungens medalj av 12:e storleken i högblått band (Kon:sGM12), 2012
- Ledamot av Kungl. Vetenskapsakademien, 2000
- Hedersdoktor vid Kungl. Tekniska högskolan, 2008
- Hedersdoktor av Karolinska institutet.[21]
- Utländsk ledamot av Kungliga Ingenjörsvetenskapsakademien, 2013
- Mottagare av Nobelpriset i fysiologi eller medicin, 2022[22]

### Utländska utmärkelser
- Storkors med kraschan av Förbundsrepubliken Tysklands förtjänstorden, 2009
- Tyska Pour le mérite, 2008
- Mottagare av Deutsche Forschungsgemeinschafts Gottfried Wilhelm Leibnizpris, 1992
- ledamot av Academia Europaea, 1998
- Ledamot av Berlin-Brandenburgische Akademie der Wissenschaften, 1999
- Hedersdoktor vid universitet i Zürich, 1994
- Hedersdoktor vid Medicinska fakulteten vid Helsingfors universitet, 2000
- Utländsk ledamot av Finska Vetenskaps-Societeten, 2002
- Utländsk ledamot av National Academy of Sciences, 2004
- År 2007 utsågs Pääbo till en av de mest inflytelserika personerna i världen av tidskriften Time.
- Utländsk ledamot av Royal Society, 2016[23]